# Бао Дај
Бао Дај (виј. Bảo Đại; 22. октобар 1913 – 30. јул 1997), право име Нгујен Фук Вин Тхуј, је био 13. и последњи цар из династије Нгујен, последње владарске династије Вијетнама. Од 1926. до 1945. био је цар Анама. Током тог периода, Анам је био протекторат у оквиру Француске Индокине, који је обухватао централне две трећине данашњег Вијетнама. Бао Дај је ступио на престо 1932.
Јапанци су збацили управу Вишијевске Француске у марту 1945. и онда су управљали окупираном територијом преко Бао Даја. У то време је преименовао државу у Вијетнам. Абдицирао је у августу 1945. када се Јапан предао. Од. 1949. до 1955. Бао Дај је био шеф Државе Вијетнам (Јужног Вијентама). Био је критикован за своје блиске везе са Француском и провођења много времена ван Вијетнама. Премијер Нго Дин Зјем га је на крају збацио са власти након намештеног референдума 1955.